# Ziethe
Die Ziethe ist ein Nebenfluss der Fuhne im Landkreis Anhalt-Bitterfeld mit einer Gesamtlänge von etwa 25 Kilometern.

## Name
Die Ziethe wurde im Jahr 1361 („Cythowe“) erstmals urkundlich erwähnt. Der Name leitet sich vom slawischen Wort *sit für „Binse“ ab.

## Geografie

### Verlauf

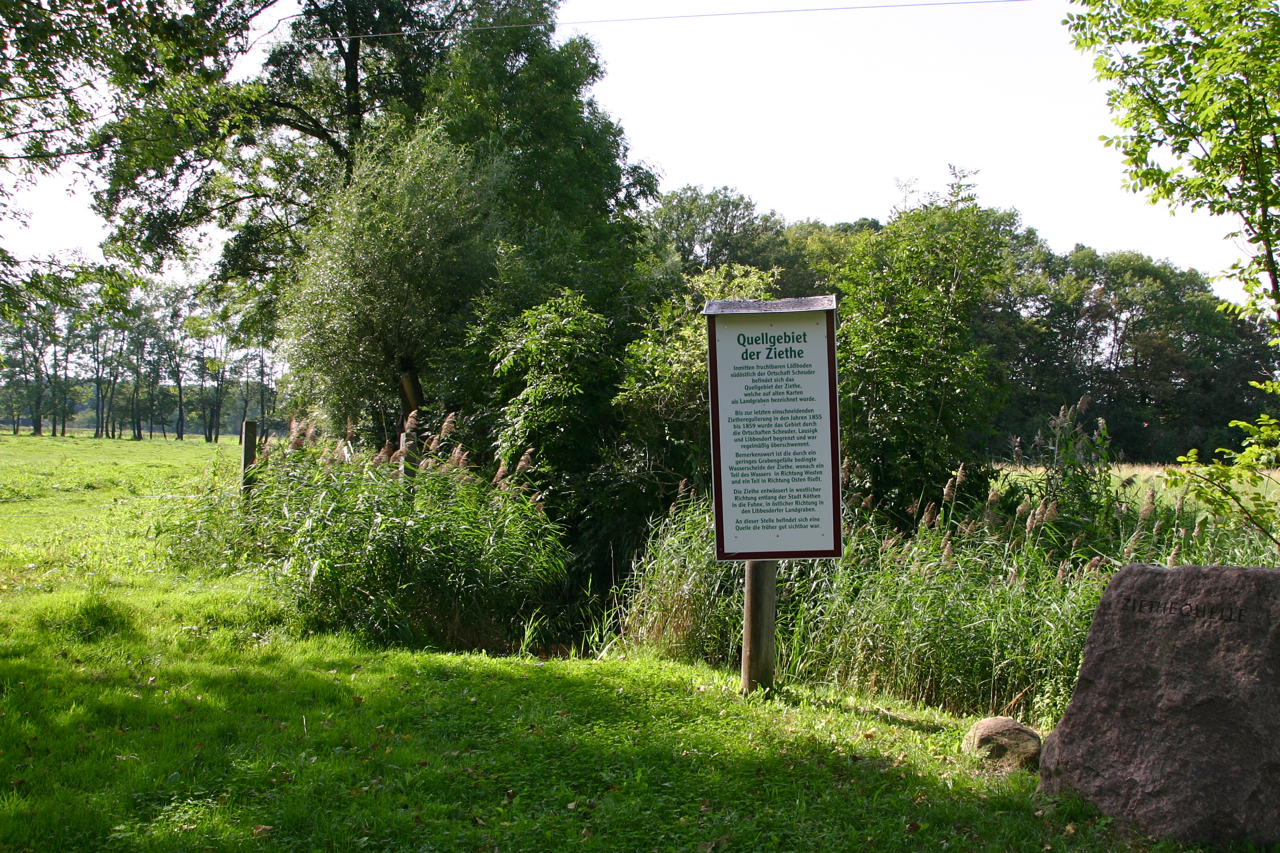
Die Quelle der Ziethe

Am südöstlichen Ortsrand von Scheuder, einem Ortsteil der Einheitsgemeinde Stadt Südliches Anhalt, liegt das Quellgebiet der Ziethe. Die durch ein geringes Grabengefälle bedingte Wasserscheide lässt den Bach in unterschiedliche Richtungen fließen (Bifurkation): nach Osten, wo die Ziethe bereits nach kurzer Zeit in den Libbesdorfer Landgraben mündet, und nach Westen, wo sie mehrere Ortschaften im Köthener Land durchfließt, den Norden der Kreisstadt Köthen (Anhalt) passiert und schließlich in die Fuhne bei Plömnitz (Preußlitz) mündet.

### Städte und Gemeinden an der Ziethe
- Scheuder
- Libbesdorf
- Merzien
- Zehringen
- Köthen (Anhalt)
- Großpaschleben
- Zabitz
- Trinum
- Kleinpaschleben
- Crüchern
- Wohlsdorf
- Biendorf
- Plömnitz